# Ho sposato un fantasma
Ho sposato un fantasma  (All of Me) è un film del 1984 diretto da Carl Reiner con protagonisti Steve Martin e Lily Tomlin.

## Trama
L'insoddisfatto Roger Cobb, 38enne avvocato, esce con la figlia del suo capo ed è anche un aspirante chitarrista jazz. Allo scopo di stipulare un insolito accordo, l'eccentrica miliardaria Edwina Cutwater, costretta a letto da quando era bambina, assume Roger per affidargli un singolare compito. Avendo scoperto di essere in punto di morte, Edwina ha ottenuto l'aiuto di un bizzarro mistico, Prahka Lasa, il quale ha scoperto il segreto per il trasferimento dell'anima in un altro corpo. In base ad un patto stretto con Terry Hoskins, una bellissima giovane donna, Edwina intende trasferire la propria anima nel corpo di Terry in modo da poter finalmente provare giovinezza e salute. Il ruolo di Roger sarà cambiare il testamento di Edwina in modo che Terry, il suo futuro sé, sia l'unica beneficiaria delle ultime volontà di Edwina. Roger, ovviamente, crede che l'intero piano sia soltanto un cumulo di sciocchezze.
Edwina muore nello studio legale: il trasferimento dell'anima funziona, ma il vaso che ospita temporaneamente la sua anima cade fuori dalla finestra e colpisce Roger, che si trova così ad "ospitare" nel suo corpo l'anima di Edwina. Edwina ha il controllo sul lato destro del suo corpo e lui il sinistro. Lei gli fa perdere la sua fidanzata e il suo lavoro. Oltre ad essere in grado di ascoltare i suoi pensieri, Roger parla all'immagine di Edwina che appare negli specchi e in altre superfici riflettenti.
A poco a poco nasce tra di loro un sentimento, ma entrambi ovviamente vogliono che Edwina esca dal corpo di Roger. Terry, nel frattempo, resta scioccata nell'apprendere che il trasferimento dell'anima funziona davvero, dato che aveva acconsentito all'accordo solo per ottenere la fortuna di Edwina. Terry cerca di impedire a Roger di raggiungere Prahka Lasa, e quando Roger vanifica i suoi sforzi, si rifiuta di collaborare.
Roger, Prahka e l'amico cieco di Roger, Tyrone Wattell, si intrufolano nella camera da letto di Terry, ma lei li sta aspettando con una pistola carica, per uccidere Roger e farlo passare come l'omicidio di un intruso, ma Roger riesce a prendere il sopravvento. 
Piuttosto che andare in prigione per tutta la vita per violazione della condizionale, Terry accetta di far trasferire la propria anima nel corpo del suo cavallo preferito e lasciare che Edwina si trasferisca nel suo corpo come inizialmente previsto.
La scena finale mostra Roger e Edwina (che ora possiede il corpo di Terry) che ballano insieme.